# Better Now
A Better Now Post Malone amerikai rapper és énekes dala második stúdióalbumáról, a Beerbongs & Bentleysről (2018). A számot Post Malone, Billy Walsh, Louis Bell és Frank Dukes szerezte, az utóbbi kettő voltak a producerei. A dal 2018. május 25-én jelent meg kislemezként brit kortárs slágerrádiókon, majd 2018. június 5-én amerikai kortárs slágerrádiókon, az album ötödikjeként. A dal elérte a legjobb tíz helyek egyikét a slágerlistákon Ausztráliában, az Egyesült Államokban, az Egyesült Királyságban, Írországban, Norvégiában és Új-Zélandon. A 61. Grammy-gálán jelölték a Legjobb szóló popénekes teljesítmény kategóriában.
2023 áprilisában gyémánt minősítést kapott az Amerikai Hanglemezgyártók Szövetségétől.

## Videóklip
A dal videóklipjét 2018. október 5-én mutatták be, amiben egy koncert felvétele látható, ahogy Malone előadja a dalt.

## Kereskedelmi teljesítménye
A Better Now több országban is az első tíz hely egyikén debütált, többek között első helyen Norvégiában, hetedik helyen az Egyesült Államokban és hatodik helyen az Egyesült Királyságban, amivel hatodik dala lett az utóbbi országban, ami ezt elérte. Az Egyesült Államokban a harmadik volt a legjobb helyezése, csak Juice Wrld Lucid Dreams és Maroon 5, illetve Cardi B Girls Like You dala előzte meg.

## Slágerlisták
| Slágerlista (2018–2019)                         | Legmagasabb pozíció |
| ----------------------------------------------- | ------------------- |
| Ausztrália (ARIA)                               | 2                   |
| Ausztrália (ARIA Urban)                         | 2                   |
| Ausztria (Ö3 Austria Top 40)                    | 4                   |
| Belgium (Ultratop 50 Flanders)                  | 16                  |
| Belgium (Ultratop 50 Wallonia)                  | 39                  |
| Bolívia (Monitor Latino)                        | 15                  |
| Csehország (Rádio Top 100)                      | 19                  |
| Csehország (Singles Digitál Top 100)            | 2                   |
| Dánia (Tracklisten Top 40)                      | 3                   |
| Dél-Korea (Kaon International)                  | 69                  |
| Ecuador (National-Report)                       | 13                  |
| Egyesült Királyság (UK Singles Chart)           | 6                   |
| Egyesült Királyság (UK R&B Chart)               | 1                   |
| FÁK (TopHit)                                    | 6                   |
| Finnország (Singlet Top 20)                     | 2                   |
| Franciaország (Single Top 100)                  | 53                  |
| Görögország (IFPI Greece International Digital) | 9                   |
| Hollandia (Top 40)                              | 9                   |
| Hollandia (Single Top 100)                      | 5                   |
| Horvátország (HRT)                              | 59                  |
| Írország (IRMA)                                 | 4                   |
| Japán (Billboard Japan Hot 100)                 | 86                  |
| Kanada (Canadian Hot 100)                       | 3                   |
| Kanada CHR/Top 40 (Billboard)                   | 3                   |
| Kanada Hot AC (Billboard)                       | 21                  |
| Kolumbia (National-Report)                      | 100                 |
| Lengyelország (Polish Airplay Top 20)           | 46                  |
| Libanon (Lebanese Top 20)                       | 14                  |
| Magyarország (Stream Top 40)                    | 4                   |
| Németország (Media Control Charts)              | 11                  |
| Norvégia (VG-lista)                             | 1                   |
| Olaszország (FIMI)                              | 42                  |
| Oroszország (TopHit)                            | 6                   |
| Portugália (AFP Top 100 Singles)                | 2                   |
| Románia (Airplay 100)                           | 9                   |
| Skócia (Scottish Singles Top 40)                | 19                  |
| Spanyolország (PROMUSICAE)                      | 47                  |
| Svájc (Schweizer Hitparade)                     | 12                  |
| Svédország (Sverigetopplistan)                  | 1                   |
| Szingapúr (RIAS)                                | 27                  |
| Szlovákia (Rádio Top 100)                       | 33                  |
| Szlovákia (Singles Digitál Top 100)             | 1                   |
| Ukrajna (TopHit)                                | 91                  |
| US Billboard Hot 100                            | 3                   |
| US Adult Top 40 (Billboard)                     | 13                  |
| US Dance/Mix Show Airplay (Billboard)           | 2                   |
| US Hot R&B/Hip-Hop Songs (Billboard)            | 2                   |
| US Mainstream Top 40 (Billboard)                | 1                   |
| US Rhythmic (Billboard)                         | 2                   |
| US Rolling Stone Top 100                        | 70                  |
| Új-Zéland (Recorded Music NZ)                   | 1                   |

| Slágerlista (2018)                    | Pozíció |
| ------------------------------------- | ------- |
| Ausztrália (ARIA)                     | 11      |
| Ausztria (Ö3 Austria Top 40)          | 16      |
| Belgium (Ultratop Flanders)           | 52      |
| Dánia (Tracklisten)                   | 10      |
| Egyesült Királyság (UK Singles CHart) | 21      |
| Észtország (IFPI)                     | 9       |
| FÁK (TopHit)                          | 56      |
| Franciaország (SNEP)                  | 163     |
| Hollandia (Dutch Top 40)              | 57      |
| Hollandia (Single Top 100)            | 26      |
| Izland (Plötutíóindi)                 | 36      |
| Írország (IRMA)                       | 16      |
| Kanada (Canadian Hot 100)             | 14      |
| Németország (Official German Charts)  | 35      |
| Olaszország (FIMI)                    | 90      |
| Oroszország (TopHit)                  | 36      |
| Portugália (AFP)                      | 8       |
| Románia (Airplay 100)                 | 80      |
| Svájc (Schweizer Hitparade)           | 31      |
| Svédország (Sverigetopplistan)        | 9       |
| US Billboard Hot 100                  | 13      |
| US Dance/Mix Show Airplay (Billboard) | 16      |
| US Hot R&B/Hip-Hop Songs (Billboard)  | 8       |
| US Mainstream Top 40 (Billboard)      | 7       |
| US Rhythmic (Billboard)               | 6       |
| Új-Zéland (Recorded Music NZ)         | 12      |
| Slágerlista (2019)                    | Pozíció |
| Ausztrália (ARIA)                     | 60      |
| Dánia (Tracklisten)                   | 94      |
| Kanada (Canadian Hot 100)             | 42      |
| Lettország (LAIPA)                    | 49      |
| Portugália (AFP)                      | 92      |
| Románia (Airplay 100)                 | 59      |
| US Billboard Hot 100                  | 32      |
| US Hot R&B/Hip-Hop Songs (Billboard)  | 34      |
| US Mainstream Top 40 (Billboard)      | 40      |
| US Rolling Stone Top 100              | 38      |

| Slágerlista (2010–2019)              | Pozíció |
| ------------------------------------ | ------- |
| US Billboard Hot 100                 | 72      |
| US Hot R&B/Hip-Hop Songs (Billboard) | 20      |

## Minősítések
| Régió | Minősítés       | Eladott példányszám |
| --- | --------------- | ------------------- |
| Ausztrália (ARIA) | 7× Platinalemez | 490 000             |
| Ausztria (IFPI Austria)                                                                                                 | Platinalemez    | 30 000              |
| Belgium (BEA) | Platinalemez    | 40 000              |
| Brazília (Pro-Música Brasil)                                                                                            | Aranylemez      | 20 000              |
| Dánia (IFPI Danmark) | 2× Platinalemez | 180 000             |
| Egyesült Államok (RIAA)                                                                                                 | Gyémántlemez    | 10 000 000          |
| Egyesült Királyság (BPI)                                                                                                | 2× Platinalemez | 1 200 000           |
| Franciaország (SNEP) | Platinalemez    | 200 000             |
| Hollandia (NVPI) | 2× Platinalemez | 160 000             |
| Kanada (Music Canada)                                                                                                   | Gyémántlemez    | 800 000             |
| Lengyelország (ZPAV) | 2× Platinalemez | 100 000             |
| Mexikó (AMPROFON) | 2× Platinalemez | 120 000             |
| Németország (BVMI) | Platinalemez    | 400 000             |
| Norvégia (IFPI Norway)                                                                                                  | Platinalemez    | 60 000              |
| Olaszország (FIMI) | Platinalemez    | 50 000              |
| Portugália (AFP) | 4× Platinalemez | 40 000              |
| Spanyolország (PROMUSICAE)                                                                                              | Aranylemez      | 20 000              |
| Új-Zéland (RMNZ) | 2× Platinalemez | 60 000              |
| Streaming |                 |                     |
| Svédország (GLF) | Platinalemez    | 8 000 000           |
| ‡ Eladási+streaming példányszámok kizárólag a minősítés alapján. † Csak streaming számok kizárólag a minősítés alapján. |                 |                     |

## Kiadások
| Régió              | Dátum            | Formátum                    | Kiadó     | For.    |
| ------------------ | ---------------- | --------------------------- | --------- | ------- |
| Egyesült Királyság | 2018. május 25.  | kortárs slágerrádió         | Republic  | [ 106 ] |
| Egyesült Államok   | 2018. június 5.  | kortárs slágerrádió         | Republic  | [ 107 ] |
| Olaszország        | 2018. június 15. | kortárs slágerrádió         | Universal | [ 108 ] |
| Egyesült Államok   | 2018. június 25. | felnőtt kortárs slágerrádió | Republic  | [ 109 ] |